# Lysithea (satelit)
Lysithea (greacă Λυσιθέα) este un satelit, neregulat,prograd al lui Jupiter. El a fost descoperit de Seth Barnes Nicholson în 1938 la Observatorul Mount Wilson și denumit în cinstea lui Lysithea, fiica lui Oceanus și una din iubitele lui  Zeus.
Denumirea actuală i s-a atribuit satelitului în 1975; până atunci, el era cunoscut sub numele simplu de Jupiter X. El uneori era numit "Demeter" din 1955 până în 1975.
Lysithea face parte din Grupul Himalia, cinci sateliți care orbitează între 11 și 13 Gm de la Jupiter la o înclinație de aproximativ 28.3°. Elementele sale orbitale sunt cunoscute din ianuarie 2000. Ele sunt în continuă schimbare din cauza Soarelui și perturbațiilor planetare. Este de culoare gri (B−V=0,72, V−R=0,36, V−I=0,74) și intermediar între asteroizii de tip C și de tip P.

Lysithea observată de sonda Wide-field Infrared Survey Explorer (WISE) în 2014